# فرانسیسکو بورگو
فرانسیسکو بورگو (انگلیسی: Francisco Borrego؛ زادهٔ ۶ ژوئن ۱۹۸۶) بازیکن فوتبال اهل اسپانیا است.
از باشگاه‌هایی که در آن بازی کرده‌است می‌توان به باشگاه فوتبال بارسلونا سی، باشگاه فوتبال اوئسکا، و باشگاه فوتبال الچه اشاره کرد.
وی همچنین در تیم‌های ملی فوتبال زیر ۱۶ سال اسپانیا، زیر ۱۷ سال اسپانیا، و زیر ۱۸ سال اسپانیا بازی کرده‌است.